# Osmylops hirsutus
Osmylops hirsutus är en insektsart som beskrevs av Tim R. New 1985. Osmylops hirsutus ingår i släktet Osmylops och familjen Nymphidae. Inga underarter finns listade i Catalogue of Life.